# قمة برف أنبار

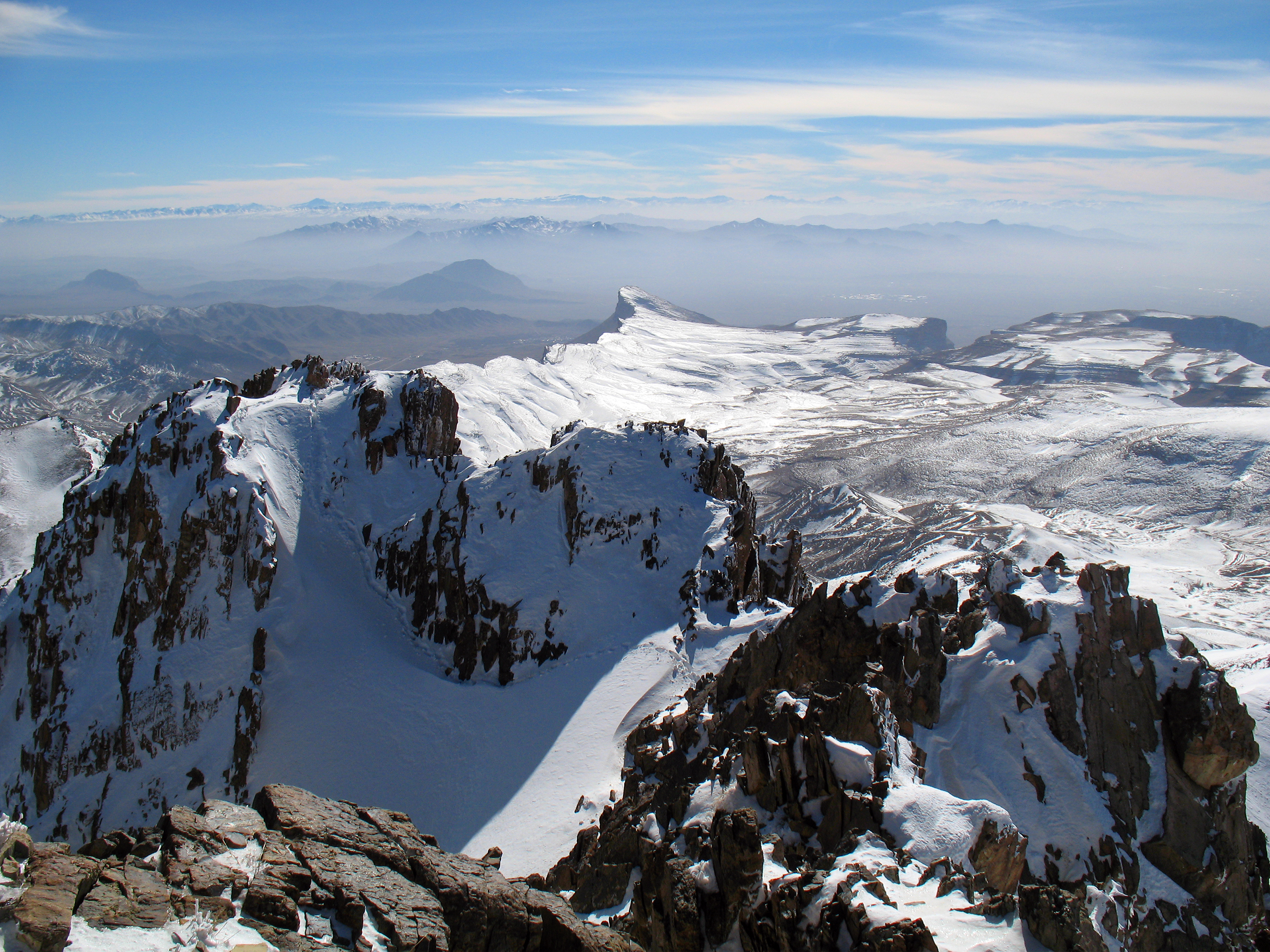
منظر لمستودع الثلج والمناطق المحيطة به

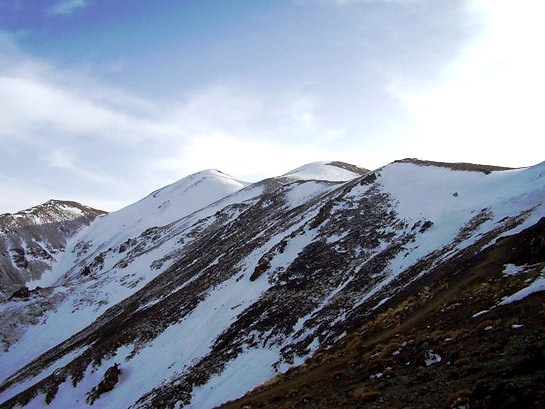
تخزين الثلج

تقع قمة برف انبار على بعد 60 كم جنوب مدينة قم وفي الحدائق الجنوبية لقرية فوردو قسم كهك.  تمتد هذه السلسلة الجبلية من الشمال إلى منطقة قرية فوردو، ومن الشرق إلى منطقة واصف (قرية محققين)، ومن الغرب إلى منطقة سلسلة جبال بلنج أبي ومن الجنوب إلى منطقة قرية جاسب . هذه القمة التي يبلغ ارتفاعها 3224 مترًا هي أعلى نقطة طبيعية في محافظة قم بأكملها، وقد تسببت هذه الميزة في أن تشهد هذه المنطقة تواجد متسلقي الجبال في المحافظة والبلاد كل أسبوع، خاصة في السنوات الأخيرة. تسبب وجود وادي بعمق 600 متر بجوار القمة المغطاة بالثلوج في تراكم الكثير من الثلوج فيه في الشتاء، بحيث يكون هذا الوادي أحيانًا مليئًا بالثلوج المتجمدة حتى الصيف، كما أن تسمية "برف انبار" (المغطى بالثلوج) هي أيضًا سمة من سمات هذه الميزة. 
عند سفح الجبل المغطى بالثلوج يوجد ينبوعان باردان على مسافة مائة متر من بعضهما البعض، يتدفقان من مركز الجبل وثلاث حفر مغطاة بالثلوج ويؤديان إلى حدائق فوردو الكثيفة. أيضا، هذه الينابيع هي واحدة من الينابيع القليلة التي تحتوي على مياه جارية على مدار العام في محافظة قم الاستوائية ولا تجف.
بالإضافة إلى متسلقي الجبال، تشهد هذه المنطقة أيضًا تواجد عائلات قمي وعشاق التزلج في أيام الشتاء الثلجية، الذين يذهبون إلى المرتفعات للتزحلق والتزلج على الجليد على المنحدرات الشمالية والشرقية لهذه السلسلة الجبلية.